# Riesgo biológico

Símbolo internacional de riesgo biológico

El riesgo biológico o biorriesgo es la posibilidad o probabilidad de que ocurra un evento adverso ocasionado por la liberación no deseada de agentes biológicos, armas biológicas u OGMs debido a accidentes, imprudencia o mal uso deliberado.
El riesgo biológico consiste en la presencia de un organismo o de la sustancia derivada de un organismo que plantea, sobre todo, una amenaza a la salud humana (una contaminación biológica). Esto puede incluir los residuos sanitarios, muestras de un microorganismo, virus o toxina de una fuente biológica que puede resultar patógena. Puede incluir también las sustancias dañinas para los animales y otros seres vivos. 
El término y su símbolo asociado se utilizan generalmente como advertencia, de modo que esas personas potencialmente expuestas a las sustancias lo sepan para tomar precauciones. Hay también un biohazard HCS/WHMIS insignia que utiliza el mismo símbolo. La expresión «riesgo biológico» está muy ligada al campo de la prevención de riesgos laborales.
En Unicode, el símbolo de riesgo biológico es U+2623 (☣).

## Contaminantes biológicos
Las condiciones de trabajo pueden resultar negativas si se realizan en presencia de contaminantes biológicos, tanto por el riesgo biológico que pueda presentar la actividad, como por el contacto con los desechos orgánicos considerados como peligrosos; estos contaminantes biológicos son aquellos agentes biológicos que cuando se introducen en el cuerpo humano ocasionan enfermedades de tipo infeccioso o parasitario.
El concepto de agente biológico incluye, pero no está limitado, a bacterias, hongos, virus, protozoos, rickettsias, clamidias, endoparásitos humanos, productos de recombinación, cultivos celulares humanos o de animales y los agentes biológicos potencialmente infecciosos que estas células puedan contener, priones y otros agentes infecciosos.

## Vías de penetración en el organismo
Las principales vías de penetración en el cuerpo humano son:
- Vía respiratoria: a través de la inhalación. Las sustancias tóxicas que penetran por esta vía normalmente se encuentran en el ambiente difundidas o en suspensión (gases, vapores o aerosoles). Es la vía mayoritaria de penetración de sustancias tóxicas.
- Vía dérmica: por contacto con la piel, en muchas ocasiones sin causar erupciones ni alteraciones notables.
- Vía digestiva: a través de la boca, esófago, estómago y los intestinos, generalmente cuando existe el hábito de ingerir alimentos, bebidas o fumar en el puesto de trabajo.
- Vía parenteral: por contacto con heridas que no han sido protegidas debidamente.

Cuando la sustancia tóxica pasa a la sangre, ésta la difunde por todo el organismo con una rapidez que depende de la vía de entrada y de su incorporación a la sangre.
Cuando las condiciones de trabajo puedan ocasionar que se introduzcan en el cuerpo humano, los contaminantes biológicos pueden provocar en el mismo un daño de forma inmediata o a largo plazo generando una intoxicación aguda o una enfermedad profesional al cabo de los años.
Las tres condiciones que deben cumplirse para favorecer la actividad de los contaminantes biológicos son la presencia de nutrientes, humedad y temperatura.

## Clasificación
Los agentes biológicos se clasifican en grupos, según su diferente índice de riesgo de infección. Para protegerse de los agentes biológicos se utilizan sistemas de protección física para que imposibiliten el paso del agente biológico patógeno al organismo humano.
Según sea la virulencia del agente biológico patógeno que se encuentre en el puesto de trabajo existen varios niveles de contención que corresponden a los niveles de bioseguridad que se deben alcanzar en locales e instalaciones en las que se trabaje con agentes biológicos de los diferentes grupos de riesgo.

La higiene industrial clasifica los contaminantes que se pueden presentar en el ambiente de los puestos de trabajo en químicos, físicos y biológicos. Entendiendo por contaminantes biológicos los microorganismos, incluyendo los que han sufrido manipulaciones genéticas, los cultivos de células y los endoparásitos humanos multicelulares.

Es evidente el alto grado de conocimientos que sobre los contaminantes químicos y físicos se han ido acumulando a lo largo del tiempo, no pudiéndose afirmar lo mismo al hablar de los contaminantes biológicos ya que, aunque muchos de ellos están perfectamente definidos e incluidos en el Cuadro de Enfermedades Profesionales (Decreto 12-5-78 n.º 1995/78), la gran variabilidad de factores que condicionan su presencia, supervivencia y actuación sobre el hombre, hace difícil abordar los posibles problemas planteados por su presencia en un ambiente laboral.

El hecho de que los contaminantes biológicos sean seres vivos y por tanto capaces de reproducirse, que en una misma especie bacteriana existan cepas con distinto poder patogénico o que factores tales como la temperatura y la humedad ambientales puedan condicionar su presencia, no permite establecer unos "valores máximo permitidos" generalizados y válidos para cualquiera que sea la situación problema planteada.
NTP 203: Contaminantes biológicos: evaluación en ambientes laborales

## Niveles de riesgo

Símbolo internacional de riesgo biológico.

El centro de control y la prevención de enfermedades de Estados Unidos (CDC) categoriza varias enfermedades dentro de varios niveles de riesgo, 1  que es riesgo mínimo y nivel 4 que es riesgo extremo. En España estos niveles se establecen en el Real Decreto 664/1997.
- Nivel 1: Varias clases de bacterias incluyendo Bacillus Subtilis, Hepatitis canina, E. coli, varicela, así como algunas cultivos de célula y bacterias no-infecciosas. A este nivel las precauciones contra los materiales biopeligrosos son guantes de participación mínimos, más probable y una cierta clase de protección facial. Generalmente, los materiales contaminados se depositan separadamente en receptáculos para residuos. Los procedimientos de descontaminación para este nivel son similares en la mayoría de los casos a las precauciones modernas contra los virus habituales (p. ej.: lavándose las manos con jabón antibacteriano, lavando todas las superficies expuestas del laboratorio con los desinfectantes, etc.). En ambiente de laboratorio, todos los materiales usados para en cultivos celulares y/o cultivos de bacterias son descontaminados en el autoclave.
- Nivel 2: Hepatitis B, hepatitis C, gripe, enfermedad de Lyme, salmonelas, VIH, tembladera.
- Nivel 3: Ántrax (carbunco), EEB, paperas, virus del Nilo Occidental, tuberculosis, tifus, fiebre amarilla, hanta, dengue, SARS-CoV-2(COVID-19), peste bubónica.
- Nivel 4: Fiebre hemorrágica boliviana, fiebre hemorrágica argentina, virus de Marburgo, fiebre hemorrágica del Ébola, virus de Lassa, viruela y otras enfermedades.

## Los riesgos biológicos en el campo laboral

### Regulación por países

#### España
- Directiva 2000/54/CE sobre la protección de los trabajadores contra los riesgos relacionados con la exposición a agentes biológicos durante el trabajo.[5]

- Real Decreto 664/1997 sobre la protección de los trabajadores contra los riesgos relacionados con la exposición a agentes biológicos durante el trabajo.[6][7]
- Instrumento de ratificación del Convenio sobre la prohibición del desarrollo, la producción y el almacenamiento de armas bacteriológicas (biológicas) y toxínicas y sobre su destrucción, hecho en Londres, Moscú y Washington el 10 de abril de 1972. «BOE» núm. 165, de 11 de julio de 1979, páginas 15900 a 15902 (3 págs.)